# جاك بوديل
جاك بوديل (بالإنجليزية: Jack Bodell)‏ مواليد 11 سبتمبر 1940 - الوفاة 9 نوفمبر 2016، كان ملاكم محترف إنجليزي صنّف ضمن فئة الوزن الثقيل.

## المسيرة الاحترافية
من نزالاته:
- خسر أمام جيري كواري بالضربة القاضية (1971).
- انتصر على جو بوجنر (1971).
- خسر أمام هنري كوبر (1970).
- انتصر على بيلي ووكر بالضربة الفنية القاضية (1969).
- انتصر على براين لندن بالضربة الفنية القاضية (1968).
- خسر أمام هنري كوبر بالضربة الفنية القاضية (1967).

## إحصائيات
خاض خلال مسيرته 71 نزالا، فاز في 58 ولم يتعادل وخسر في 13. فاز بالضربة القاضية في 31 نزالا.

## روابط خارجية
- جاك بوديل على موقع بوكس ريك (الإنجليزية) (registration required)